# Cemitério Judaico de Grötzingen
O Cemitério Judaico de Grötzingen (em inglês:  Jüdischer Friedhof Grötzingen) é um cemitério judaico em Grötzingen, distrito de Karlsruhe.
A comunidade judaica de Grötzingen sepultou seus membros até 1900 no Cemitério Judaico de Obergrombach. Seu cemitério próprio foi construído em 1905-1906. O cemitério tem uma área de 1,08 are, com 13 sepulturas, sendo a mais antiga de 1905. Este pequeno cemitério é todo revestido com blocos de pedra.